# 北京市海淀区稻香湖学校

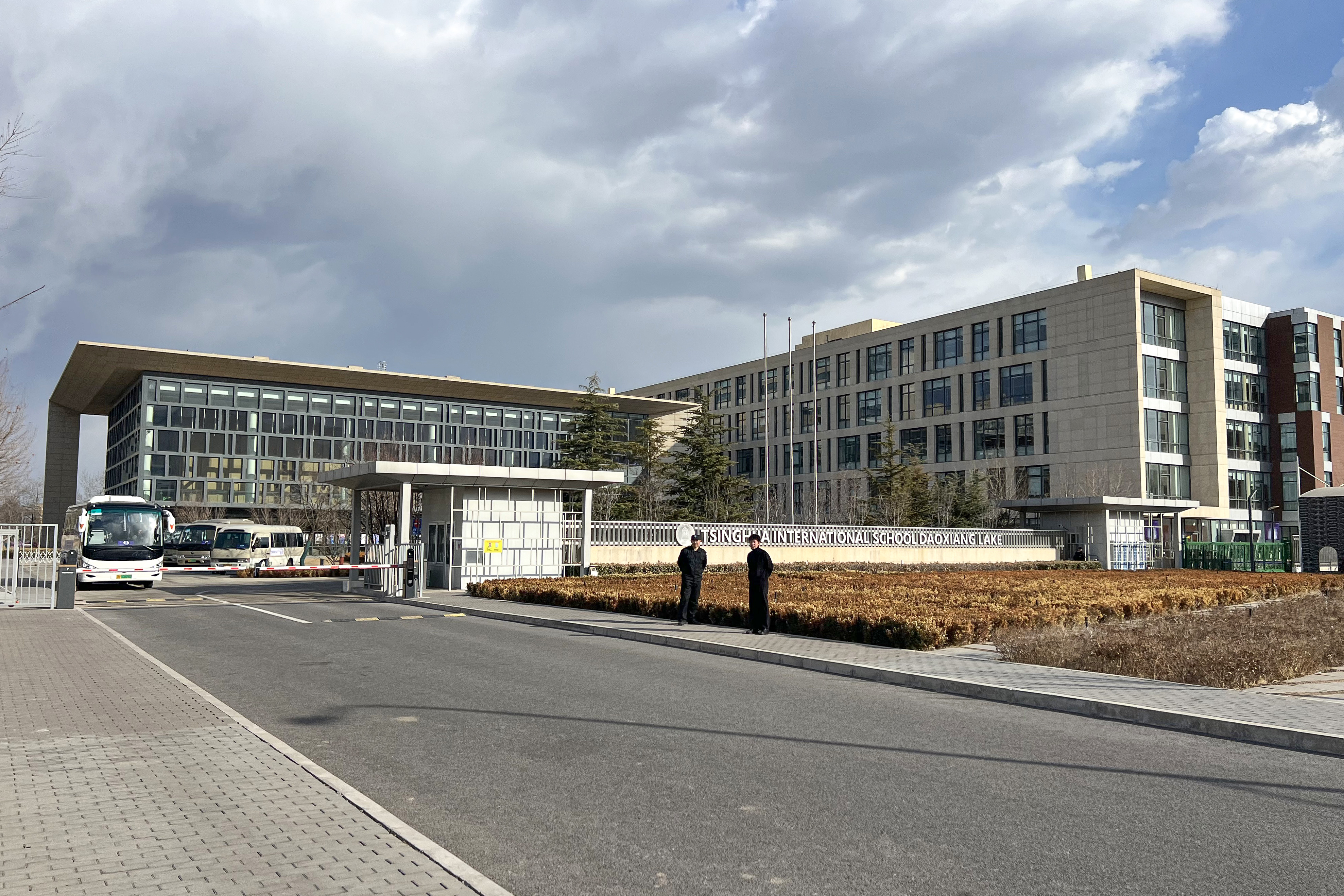
稻香湖学校西门

北京市海淀区稻香湖学校、北京海淀清华附中外籍人员子女学校、北京市海淀区清华附中稻香湖幼儿园（统称“清香”）位于北京市海淀区苏家坨地区凝翠路1号（地铁16号线温阳路站东北方向约1公里），是清华大学附属中学教育基金会于2020年筹设的民办学校，也是海淀北部第一所国际学校，2020年10月19日启用，校庆日为每年10月第三个星期一。

## 历史

### 筹建
早在2011年，海淀区政府即提出“在北部地区筹建一所办学质量一流的国际学校”的计划。2014年，这所国际学校以“人大附中-爱文国际学校”的名义开工，后因规划调整而改由清华附中承办，规模为1所国际化民办学校、1所外籍人员子女学校及1所国际化民办幼儿园。2020年中，该校在媒体报道中一度称“清华附中翠湖国际学校”。

### 运营

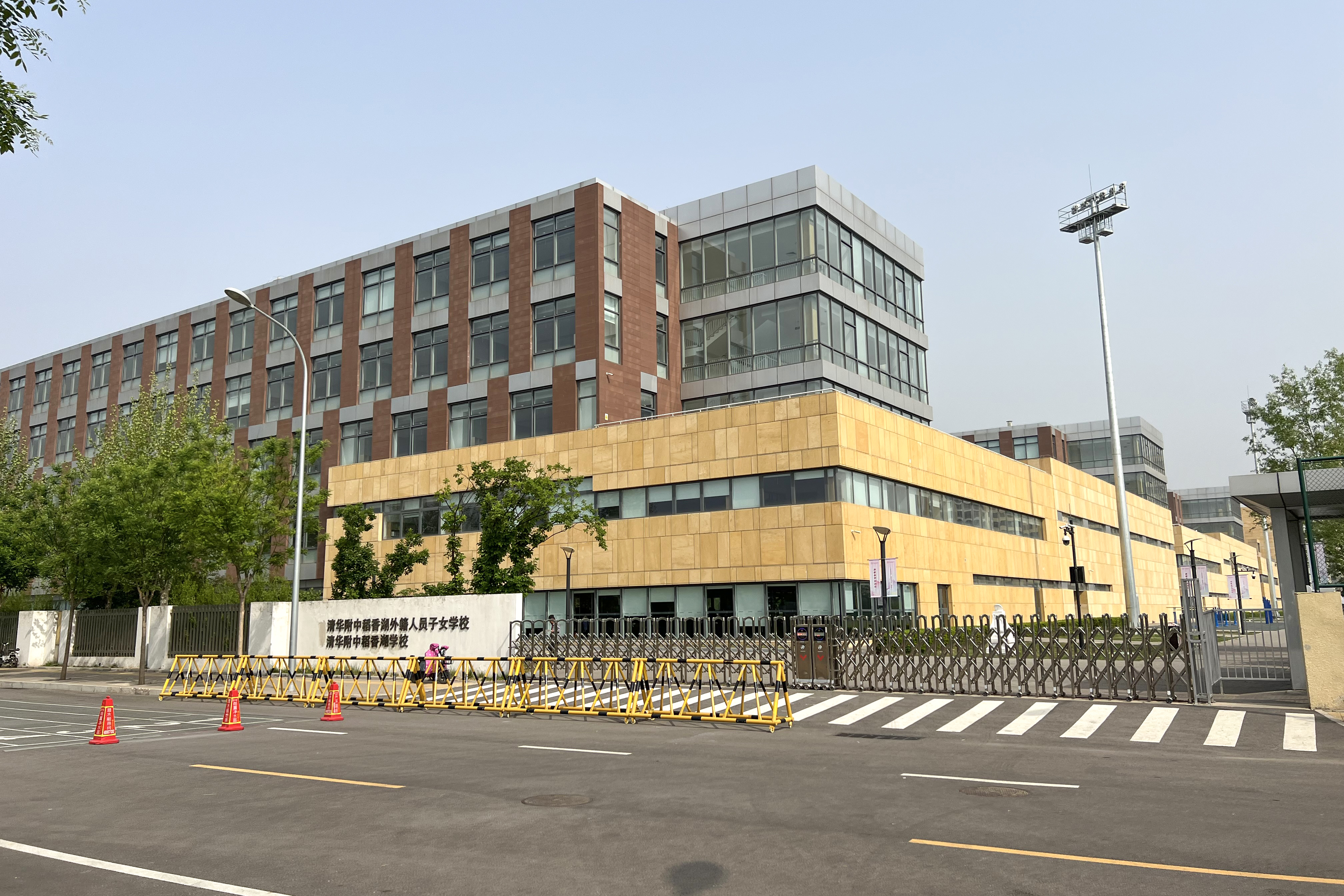
2023年5月，该校与清华附中官宣脱钩前仍挂有“清华附中稻香湖学校”的牌子

2020年10月19日，稻香湖学校现址以“清华附中国际部稻香湖校区”的名义启用，建筑由美国珀金斯伊斯曼事务所设计。该校最初没有独立法人资格，直至2021年5月取得资质才得以独立招生。
作为第三类“公参民”学校（公办学校与其他社会组织、个人合作举办的义务教育学校），清华附中稻香湖学校于2022年秋季学期按民办学校更名程序改称“北京市海淀区稻香湖学校”，继续保持民办性质。2022年10月19日，海淀区民政局通过了该校的单位名称变更登记申请。2023年7月31日，根据《关于规范公办学校举办或者参与举办民办义务教育学校的通知》要求，清华附中终止对该校的承办，但脱钩后为纪念清华附中创校历史，学校仍保留“清香”简称，英文名称仍为“Tsinghua International School Daoxiang Lake”。

## 未来城校区

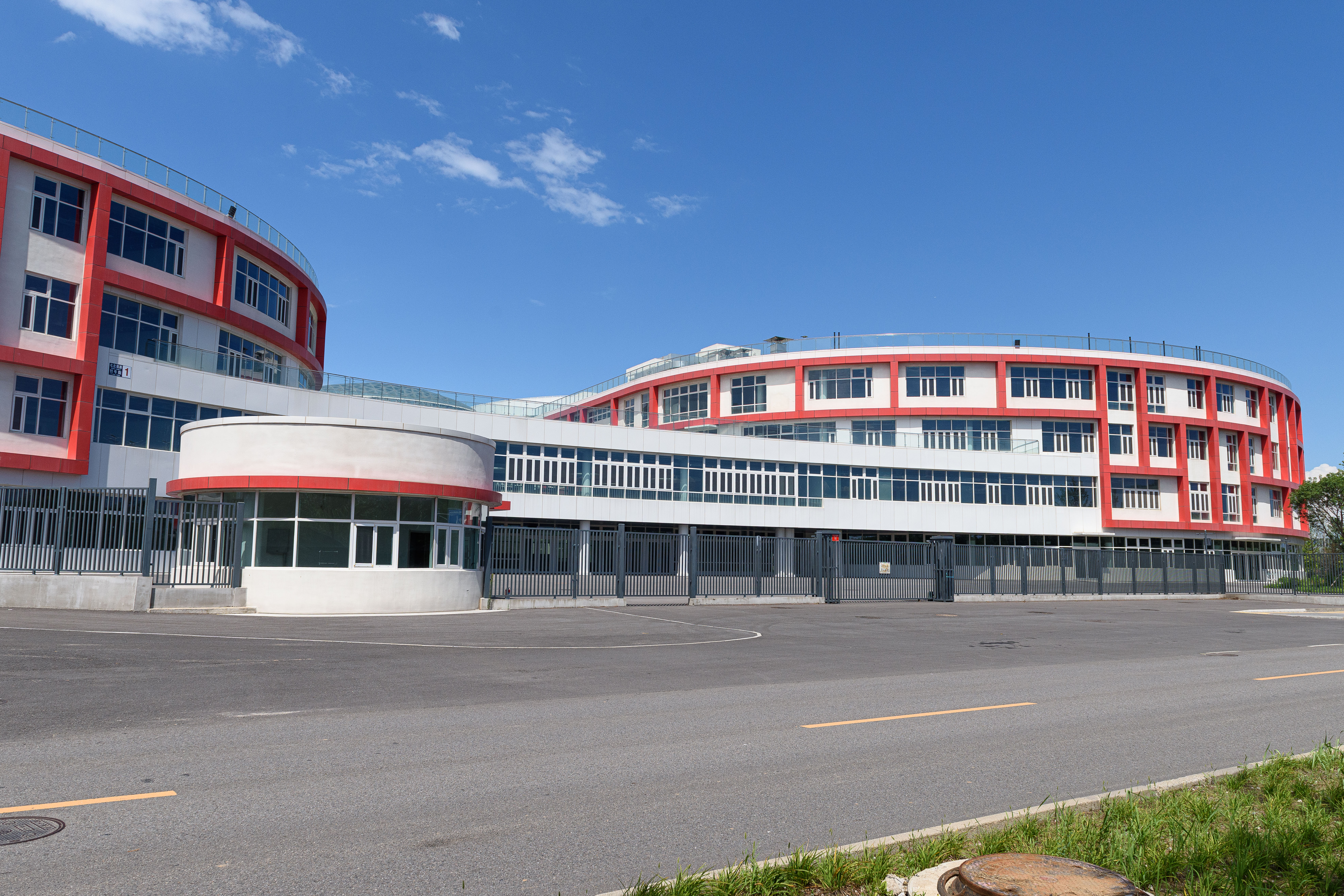
未来城校区南门（2024年8月）

2024年5月23日，稻香湖学校中标位于昌平区七北南路与未来科学城路交叉口西北侧的北京未来科学城C-84地块国际学校项目，校方也于5月27日公布该项目名称“清香未来城校区”，这一占地面积148亩，建筑面积12.5万平方米的新校区亦有计划申请外籍人员子女学校和民办双语学校办学资质。
未来城校区2024年6月启动首次招生，但因校区收尾工程需要，首届学生在2024-25学年仍就读于稻香湖本部。

## 历任校长
执行校长
- 李文平（2020年10月—2021年7月）[18]
- 辛颖（2021年8月—）

外方校长
- 何道明（Donald Jonathan Holder，？—）